# Hrabstwo Inyo
Hrabstwo Inyo (Inyo County) – hrabstwo w USA w Kalifornii znajdujące się w południowo-wschodniej części stanu. Jedno z największych i najsłabiej zaludnionych. W roku 2000, liczba mieszkańców wyniosła 17 945. Stolicą jest Independence.

## Historia
Powstało w roku 1866 z południowego fragmentu hrabstwa Mono i wschodniego Tulare. Nazwa pochodzi z języka rdzennych Amerykanów. Słowem „Inyo” nazywali tutejsze góry, co znaczy: Dom Wielkiego Ducha.

## Geografia

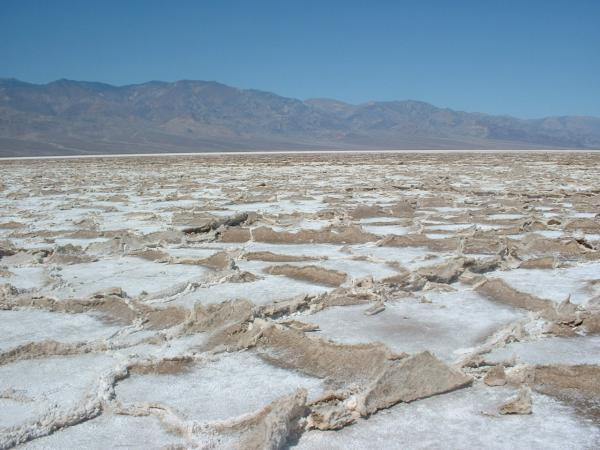
Badwater

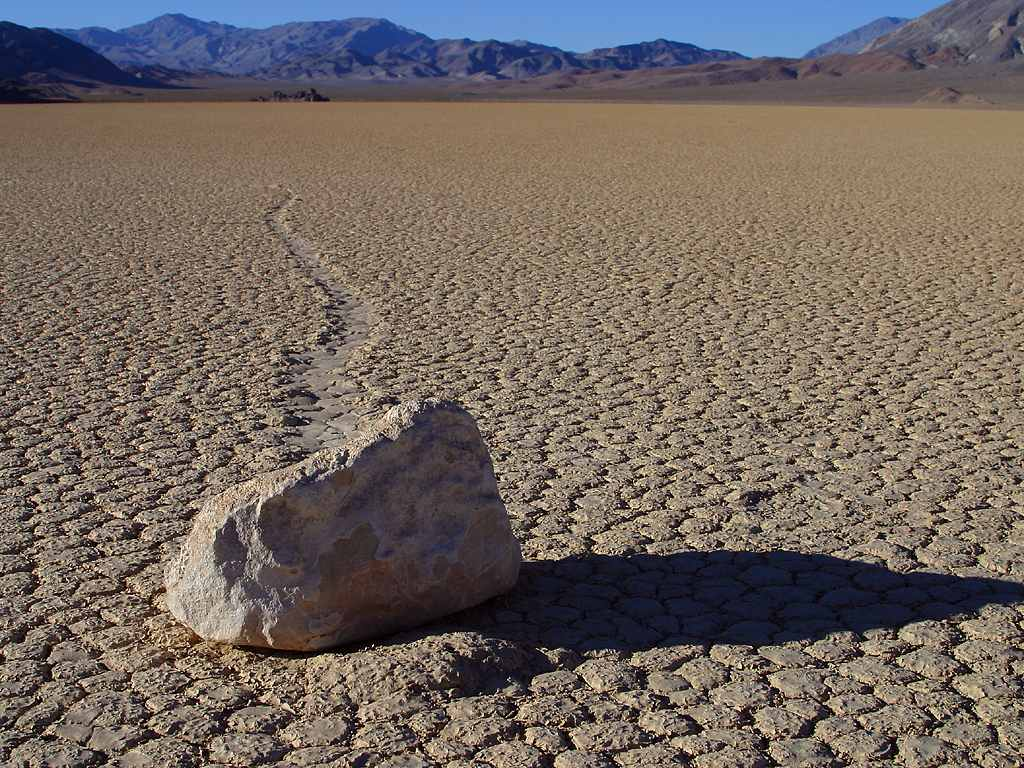
Racetrack Playa

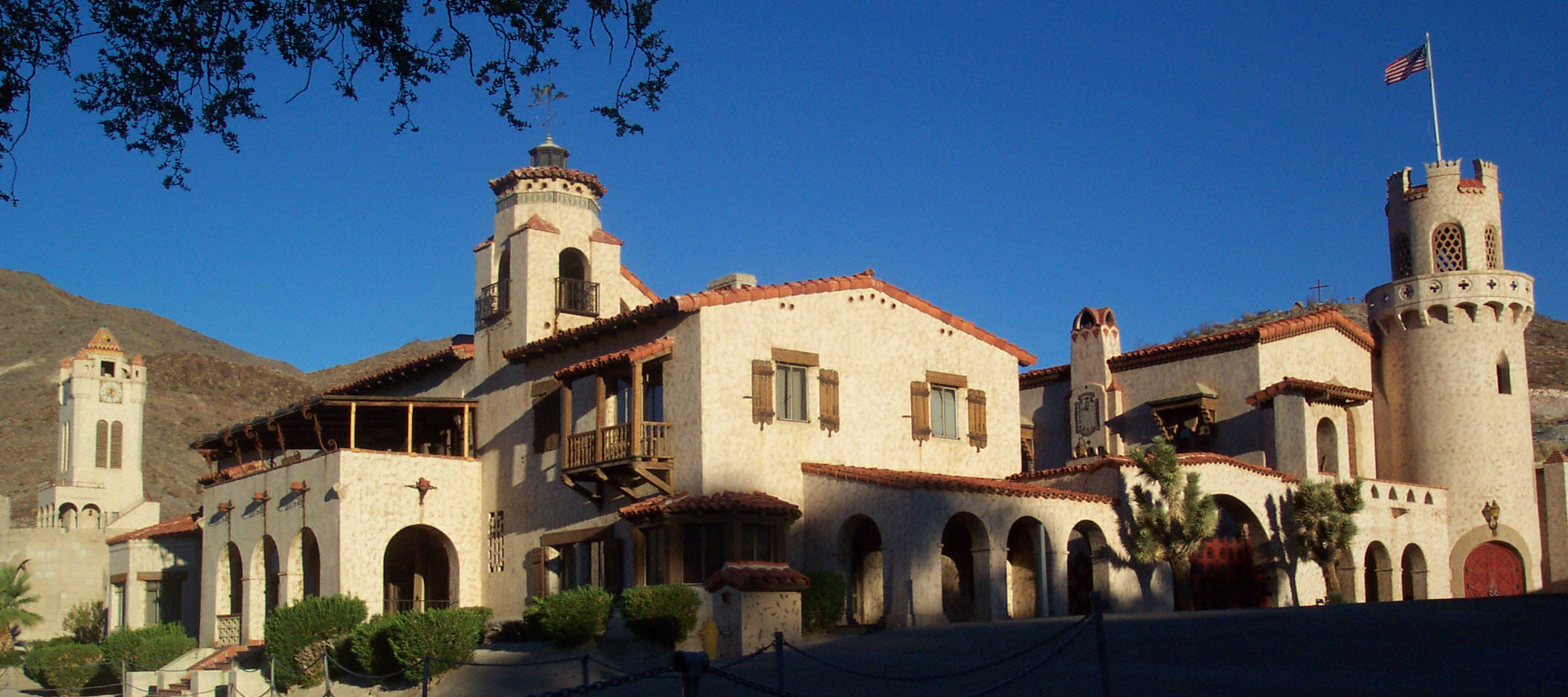
Zamek Scotty’ego

Całkowita powierzchnia wynosi 26 488 km². Z tego 62 km² stanowi woda. Jest drugim po San Bernardino największym hrabstwem w Kalifornii i jednym z największych w USA (nie licząc okręgów Alaski).

### Turystyka
Znajduje się tutaj Park Narodowy Doliny Śmierci (niewielki fragment w hrabstwie Nye, stanu Nevada). Z jego atrakcji należy wymienić:
- Badwater (ang. zła woda), wyschnięte słone jezioro położone 85 m p.p.m. Jest najgłębszą depresją na kontynencie amerykańskim.
- Racetrack Playa (ang. tor wyścigowy) kolejne wyschnięte jezioro. Słynie z wędrujących kamieni.
- Zamek Scotty’ego, willa nazwana na cześć hochsztaplera, Waltera E. Scotta, który ją sobie przywłaszczył.

### Miejscowości
- Bishop

### CDP
- Big Pine
- Cartago
- Darwin
- Dixon Lane-Meadow Creek
- Furnace Creek
- Homewood Canyon
- Independence
- Keeler
- Lone Pine
- Mesa
- Olancha
- Pearsonville
- Round Valley
- Shoshone
- Tecopa
- Trona
- West Bishop
- Wilkerson

### Sąsiednie hrabstwa
- San Bernardino – południe
- Kern – południowy zachód
- Tulare – zachód
- Fresno – zachód
- Mono – północ
- Esmeralda – północny wschód
- Nye (w Nevadzie) – wschód
- Clark (W Nevadzie) – południowy wschód

## Demografia
Według danych United States Census Bureau w 2000 roku w Hrabstwie Inyo, było 17 945 ludzi, 7703 gospodarstw domowych, i 4937 rodzin. Gęstość zaludnienia wynosiła 1,8 osoby na milę kwadratową (0,7/km²). Skład rasowy: 80,06% Biali, 0,16% Afroamerykanie, 10.04% Rdzenni Amerykanie, 0,91% Amerykanie pochodzenia azjatyckiego, 0.08% potomkowie mieszkańców Oceanii, 4,6% inne rasy, i 4,15% pochodzenia mieszanego. 12,58% populacji hrabstwa to ludność latynoska. 16,4% to Amerykanie pochodzenia niemieckiego, 12,2% Amerykanie pochodzenia angielskiego, 10,6% Amerykanie pochodzenia irlandzkiego, a 5% to American. 89,2% populacji hrabstwa używa w domu języka angielskiego, a 9,3% języka hiszpańskiego.
W 27,9% spośród gospodarstw domowych mieszkały dzieci poniżej 18 roku życia, w 49,8% żyły małżeństwa, w 9,9% mieszkały kobiety niezamężne, w 35,9% nie mieszkały rodziny. Na gospodarstwo domowe przypadało 2,31 ludzi, a na rodzinę 2,88.
Struktura wieku: 24,4% poniżej 18, 5,8% od 18 do 24, 23,4% od 25 do 44, 27,3% od 45 do 64, i 19,1% powyżej 65 lat. Średni wiek wynosi 43 lata. Na 100 kobiet przypada 95,4 mężczyzn.
Średni dochód gospodarstwa domowego jest równy 35 006 $ rocznie, a rodziny – 44 970 $. Średnia zarobku dla mężczyzn jest równa 37 270 $, dla kobiet – 25 549 $. Średnie zarobki per capita są równe 19 639 $ rocznie. 12,6% ludności i 9,3% rodzin żyje poniżej poziomu ubóstwa. 16% ludzi poniżej 18 roku życia i 8,3% ludzi powyżej 65 roku życia żyje poniżej poziomu ubóstwa.